# نانسي أرمسترونغ
نانسي أرمسترونغ (بالإنجليزية: Nancy Armstrong)‏ هي أكاديمية أمريكية، ولدت في 1938.